# Nenciulești, Buzău
Nenciulești este un sat în comuna Merei din județul Buzău, Muntenia, România. Se află în apropierea dealurilor Istriței, în vestul județului.